# Zevenaar
Zevenaar (anhörenⓘ) ist eine niederländische Gemeinde der Provinz Gelderland und hatte am 1. Januar 2025 nach Angaben des CBS 45.212 Einwohner. Ihre Fläche beträgt 106,1 km².
Mit der Gemeindereform vom 1. Januar 2005 wurde die nördlich gelegene Gemeinde Angerlo am südlichen Ufer der IJssel mit Angerlo und den Kirchdörfern Giesbeek und Lathum sowie den Bauerschaften Bahr und Bingerden (insgesamt etwa 5.000 Einwohner) aufgelöst und Teil der Gemeinde Zevenaar. Zum 1. Januar 2018 schloss sich die Gemeinde Rijnwaarden (mit Lobith, Pannerden, Tolkamer, Spijk, Aerdt und Herwen) der Gemeinde Zevenaar an.

## Orte
Folgende Ortschaften gehören zum Gemeindegebiet (Einwohnerzahl in Klammern; Stand: 1. Januar 2024):
| Ortschaft | Einwohner | Anmerkung                        |
| --------- | --------- | -------------------------------- |
| Zevenaar  | 26.370    | Hauptsitz der Gemeindeverwaltung |
| Giesbeek  | 3.415     |                                  |
| Lobith    | 3.015     |                                  |
| Tolkamer  | 2.820     |                                  |
| Pannerden | 2.480     |                                  |
| Babberich | 2.255     |                                  |
| Angerlo   | 1.445     |                                  |
| Herwen    | 1.115     |                                  |
| Aerdt     | 790       |                                  |
| Spijk     | 830       |                                  |
| Lathum    | 515       |                                  |

Historische Landgüter im Bereich der Gemeinde sind Bahr (bei Angerlo) und Bingerden, ein Bauerndorf ist Ooij. Oud-Zevenaar ist ein altes Dorf auf dem Gebiet von Zevenaar (mit 590 Einwohnern), eine weitere Siedlung ist Tuindorp, um 1920 angelegt für polnische Landarbeiter.

## Lage und Wirtschaft

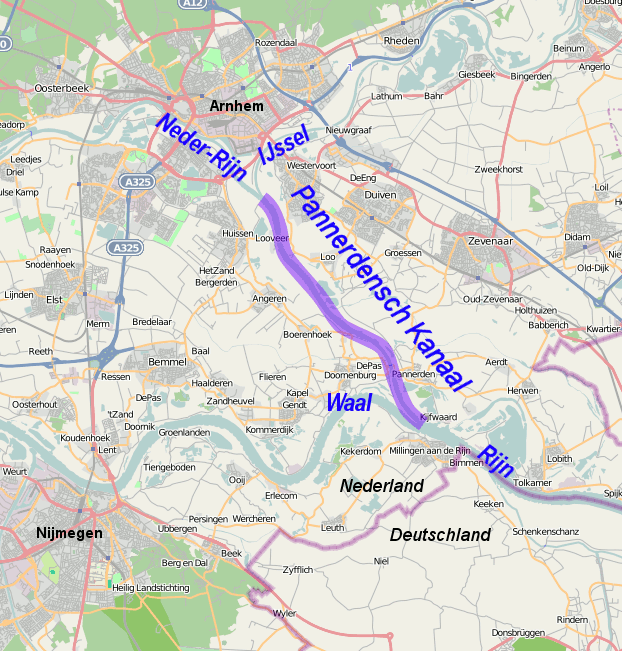
Der Pannerdens-Kanal, ein Abschnitt des Rheins, der sich aufteilt in Nederrijn und IJssel, sowie die Lage von Zevenaar

Zevenaar liegt nicht weit von der IJssel und vom Rhein entfernt in der Region Liemers, zehn Kilometer östlich von Arnheim an den Autobahnen (Autosnelweg) A12 und A18 sowie an den Eisenbahnstrecken Winterswijk–Zevenaar und Oberhausen–Arnhem.
Seit dem 6. April 2017 besteht mit dem Rhein-IJssel-Express wieder ein Angebot im Regionalverkehr von Arnheim über Zevenaar und Emmerich nach Düsseldorf.
Die grenznahe Lage hat dazu geführt, dass viele Transportunternehmen und Logistikfirmen in Zevenaar ihren Sitz haben. Auch werden u. a. Tinte und Möbel hergestellt, und es gibt auffällig viele Autobetriebe.

## Geschichte
Im Jahr 1382 entriss das Herzogtum Kleve das strategisch gelegene Dorf Sevenaer dem Grafen von Geldern. Die Klever verliehen dem Ort, der nie mehr als 1000 Einwohner hatte, 1487 das Klever Stadtrecht. Sevenaer hatte eine Burg, und war von Stadtmauern mit vier Toren umgeben. Im 18. Jahrhundert kam es an Preußen. Dadurch, dass in Preußen größere Religionsfreiheit bestand, konnten die Katholiken, die in den benachbarten Niederlanden ihre Kirchen den Protestanten hatten abtreten müssen, weiterhin die Gotteshäuser benutzen und Prozessionen halten, was in den Niederlanden damals verboten war. Als klevische Exklave trat Preußen, das das Territorium seit dem Jülich-Klevischen Erbfolgestreit besaß, das Gebiet im Vertrag von Paris (15. Februar 1806) an Frankreich ab, das es noch im gleichen Jahr in das Großherzogtum Berg einbezog, ehe es Berg 1808 nach Verhandlungen an das Königreich Holland übergab. 1813 kam Zevenaar zunächst wieder unter preußische Verwaltung, ehe es im Jahr 1816 zusammen mit Wehl (jetzt Gemeinde Doetinchem) und noch einigen anderen Orten in der Umgebung, an das Königreich der Niederlande fiel.
Bahr (bei Angerlo), Lathum und Bingerden waren Rittergüter.
Es wurde 1855 an das Eisenbahnnetz angeschlossen und entwickelte sich zu einem typischen Grenzstädtchen mit Transportunternehmen usw. Der Tintenfabrikant Max von Gimborn gründete dort 1907 eine Tintenfabrik, die in den 1950er Jahren für große Bodenverschmutzung sorgte. Zevenaar wurde im Zweiten Weltkrieg schwer beschädigt. Nach etwa 1950 entwickelte sich die Stadt stark und günstig.
Der Bahnhof Zevenaar war früher Grenzbahnhof mit Lokwechsel und Zollkontrollen. Internationale (Schnell-)züge halten hier aber heute nicht mehr. Eine direkte Bahnverbindung nach Deutschland verkehrte bis Frühjahr 2017 somit nicht, obwohl bereits seit 1998 eine Regionalbahn-Linie (RB 34 „Der Arnheimer“) zwischen Emmerich und Arnheim mit Halt in Zevenaar geplant war und vom Dezember 2005 bis Juni 2006 als Wochenend-Probebetrieb auch angeboten wurde.

## Politik

### Sitzverteilung im Gemeinderat
Der Gemeinderat wird seit 1982 folgendermaßen gebildet:
| Partei              | Sitze | Sitze | Sitze | Sitze | Sitze | Sitze | Sitze  | Sitze | Sitze | Sitze  | Sitze |
| Partei              | 1982  | 1986  | 1990  | 1994  | 1998  | 2002  | 2004 a | 2010  | 2014  | 2017 b | 2022  |
| ------------------- | ----- | ----- | ----- | ----- | ----- | ----- | ------ | ----- | ----- | ------ | ----- |
| Lokaal Belang c d   | –     | –     | –     | –     | –     | –     | 5      | 9     | 10    | 10     | 7     |
| CDA                 | 8     | 6     | 8     | 7     | 4     | 8     | 7      | 5     | 4     | 7      | 4     |
| PvdA                | 4     | 6     | 5     | 4     | 8     | 6     | 5      | 3     | 2     | 3      | 3     |
| PPR                 | 4     | 6     | –     | –     | –     | –     | –      | –     | –     | –      | –     |
| Wij Zijn Zevenaar d | –     | –     | –     | –     | –     | –     | –      | –     | –     | –      | 3     |
| VVD                 | 4     | 3     | 2     | 2     | 3     | 4     | 2      | 2     | 2     | 2      | 3     |
| D66                 | 0     | –     | 2     | 3     | 1     | 1     | 0      | 1     | 2     | 1      | 2     |
| GroenLinks          | –     | –     | –     | –     | –     | –     | 1      | 1     | 0     | 1      | 2     |
| SP                  | –     | –     | –     | –     | 2     | 2     | 2      | 1     | 2     | 2      | 1     |
| Sociaal Zevenaar    | –     | –     | –     | –     | –     | –     | –      | 1     | 1     | 1      | 1     |
| ONS Zevenaar        | –     | –     | –     | –     | –     | –     | –      | –     | –     | –      | 1     |
| Pak Aan             | –     | –     | –     | –     | –     | –     | 1      | –     | –     | –      | –     |
| Landelijk Zevenaar  | 5     | 6     | 4     | 5     | 3     | –     | –      | –     | –     | –      | –     |
| PSP                 | 0     | –     | –     | –     | –     | –     | –      | –     | –     | –      | –     |
| CPN                 | 0     | –     | –     | –     | –     | –     | –      | –     | –     | –      | –     |
| GPV                 | 0     | –     | –     | –     | –     | –     | –      | –     | –     | –      | –     |
| Gesamt              | 21    | 21    | 21    | 21    | 21    | 21    | 23     | 23    | 23    | 27     | 27    |

Anmerkungen

### Kollegium von Bürgermeister und Beigeordneten
Für die Periode 2018–2022 haben sich die Parteien CDA und Lokaal Belang zu einer Koalition vereint. Die Partei Lokaal Belang stellt dem Kollegium drei Beigeordnete bereit, während die CDA zwei Beigeordnete dazu beiträgt. Am 2. Januar 2018 wurden sie im Rahmen einer Gemeinderatssitzung berufen. Folgende Personen gehören zum Kollegium und sind in folgenden Aufgabenbereichen tätig:
| Funktion         | Name               | Partei        | Ressort | Anmerkung                         |
| ---------------- | ------------------ | ------------- | --- | --------------------------------- |
| Bürgermeister    | Luciën van Riswijk | CDA           | Bürgermeister-Aufgaben: öffentliche Ordnung und Sicherheit sowie Belästigung (Alkohol- und Drogenkonsum); (interkommunale) Zusammenarbeit, Kommunikation, Belastung und Beschwerdenbearbeitung, Bürgerpartizipation, Verbesserung der (Verwaltungs-)Kultur, Repräsentation, Überwachung und Vollstreckung, rechtliche Angelegenheiten, Verantwortlicher für die Dörfer Spijk und Herwen                                                                                | seit dem 20. Dezember 2018 im Amt |
| Beigeordnete     | Nanne van Dellen   | Lokaal Belang | finanzielle Politik, finanziell-technische Angelegenheiten, Kontakt mit der Aufsichtsbehörde (Provinz), interne Kontrolle, finanzielle Recht- und Zweckmäßigkeit, Scan des Haushaltsplans, reguläre P&C-Instrumente, Risikopolitik, Steuern, Raumentwicklung (Wohnungsbau und Gewerbegebiete), Immobilien, Sport und -anlagen, Sportunternehmen Ataro, Subventions- und Akkommodationspolitik (Harmonisierung), Verantwortlicher für die Dörfer Giesbeek und Babberich | —                                 |
| Beigeordnete     | Anita van Loon     | Lokaal Belang | gesellschaftlicher Kompetenzbereich: Sozialhilfegesetz, Jugend, Wohl; Vorgehensweise gegen Alkohol- und Drogenkonsum, Volksgesundheit, Bildung, Kunst und Kultur: Kunstwerk, Kommissariat für die Medien; regionale Archive, Verantwortliche für die Dörfer Lathum und Pannerden | —                                 |
| Beigeordnete     | Belinda Elfrink    | CDA           | gesellschaftlicher Kompetenzbereich: Arbeit und Einkommen, Beschäftigungsquote; Armutspolitik und Schuldnerberatung, Zahlungsunfähigkeit, Ausländerpolitik, Wirtschaft und Arbeitsmöglichkeiten, Land- und Gartenbau, Erholung und Tourismus, Natur und Landschaft, Verantwortliche für die Stadt Zevenaar | —                                 |
| Beigeordnete     | Carla Koers        | CDA           | Umwelt und Nachhaltigkeit, kulturelles Erbgut und Denkmäler, Reinigung und Abfall, Mobilität und Erreichbarkeit, Infrastruktur, Verkehr und Transport, Parkplätze, öffentlicher Transport, Verantwortliche für die Dörfer Angerlo und Aerdt | —                                 |
| Beigeordnete     | Hans Winters       | Lokaal Belang | Dienstleistung, Personal und Organisation, Informationstechnik und -management, öffentlicher Raum, Raumplanung: Umweltgesetz, Wohnungswesen; Stadt- und Dorf-Neugestaltung, Wasser(-sicherheit), Verantwortlicher für die Dörfer Lobith, Ooy, Oud-Zevenaar en Tolkamer | —                                 |
| Gemeindesekretär | Michel Tromp       | —             | — | seit Januar 2018 im Amt           |

## Sehenswürdigkeiten
- die romanische Kirche (um 900 erbaut) im Dorf Oud-Zevenaar
- die Jachthäfen und Wassersportgebiete an der IJssel bei Lathum
- die jährlichen Schützenfeste und Prozessionen in mehreren Orten der Gemeinde
- die Museumssteinfabrik  bei Ooy
- das Herrenhaus Bingerden in Angerlo
- das Dorf Babberich, an der deutschen Grenze,  mit Campingplätzen und dem Herrenhaus Halsaf
- Rederij Witjes bietet Schifffahrten an ab dem Ort „Tolkamer“ auf Rhein und Waal in Richtung Nijmegen.

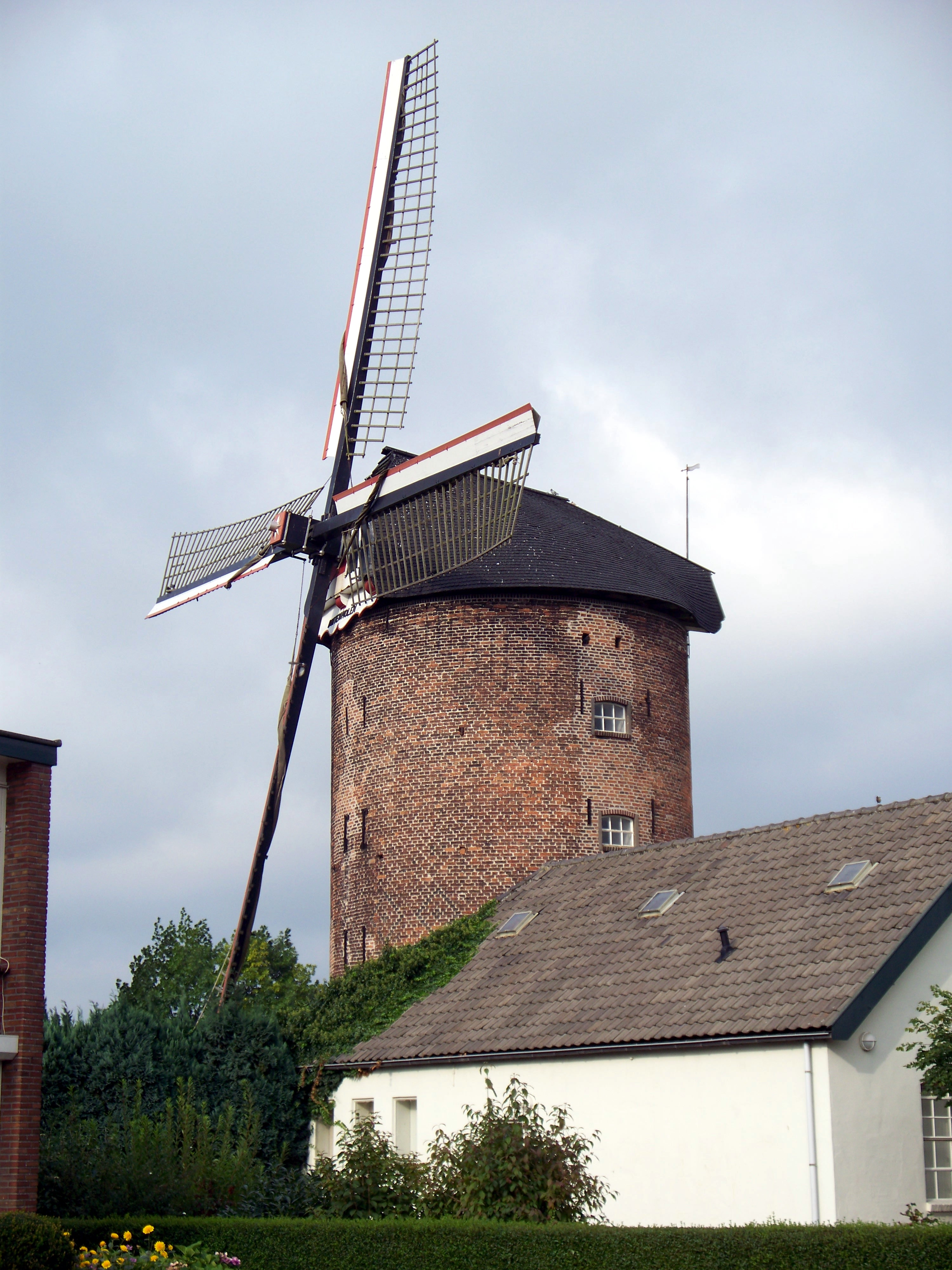
Zevenaar, Mühle: de Buitenmolen
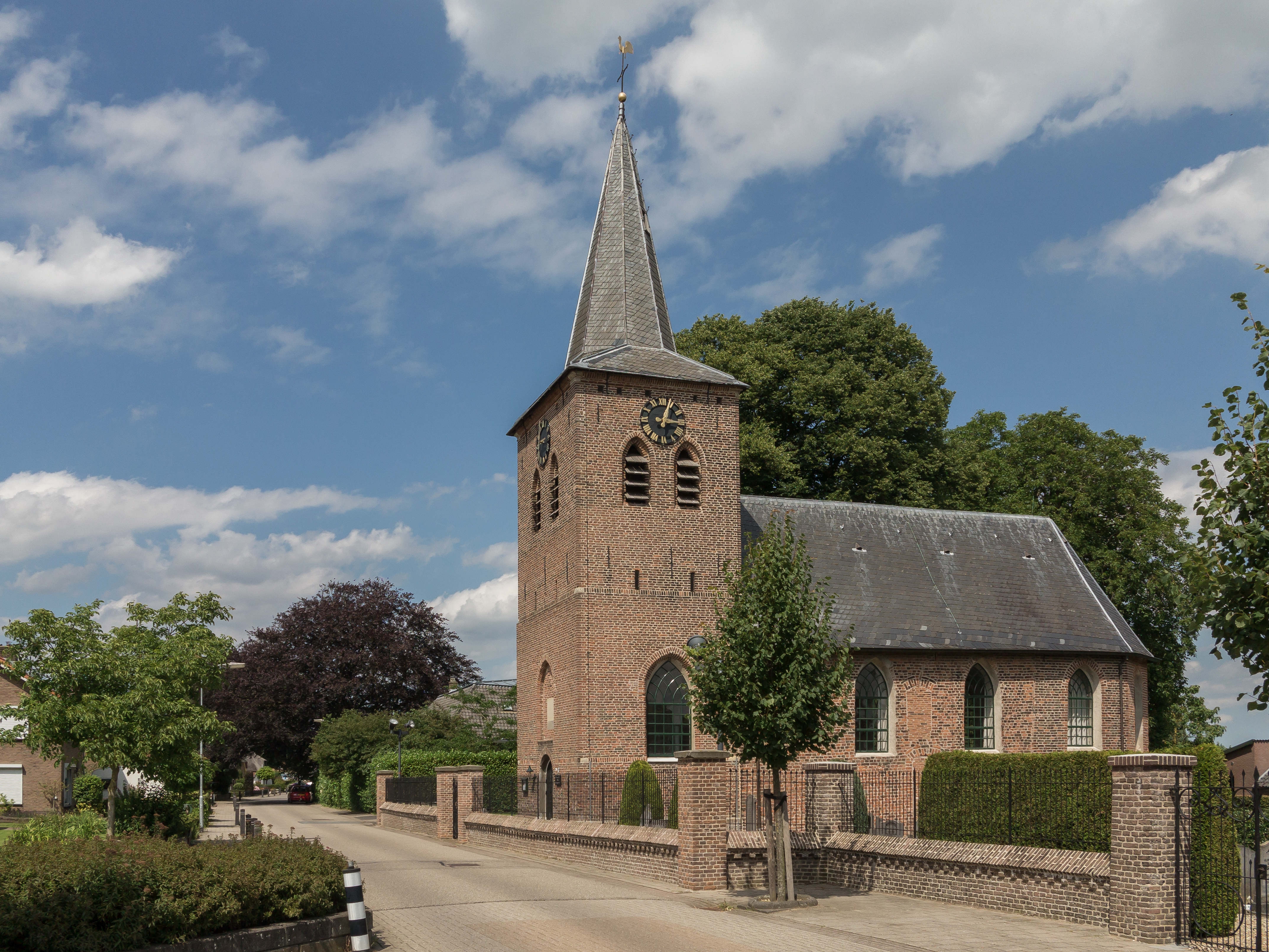
Lathum, reformierte Kirche
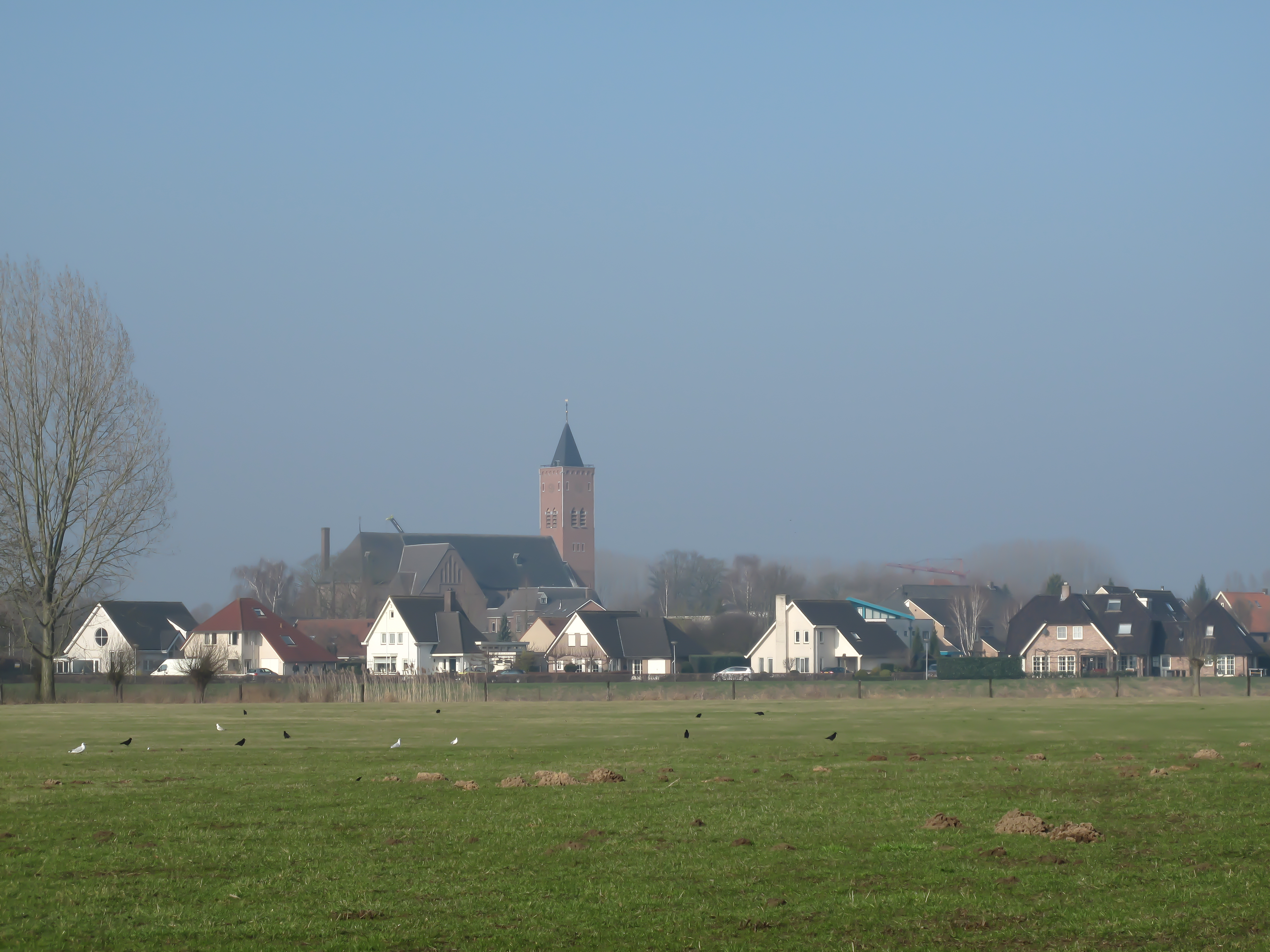
Giesbeek, die Ortschaft
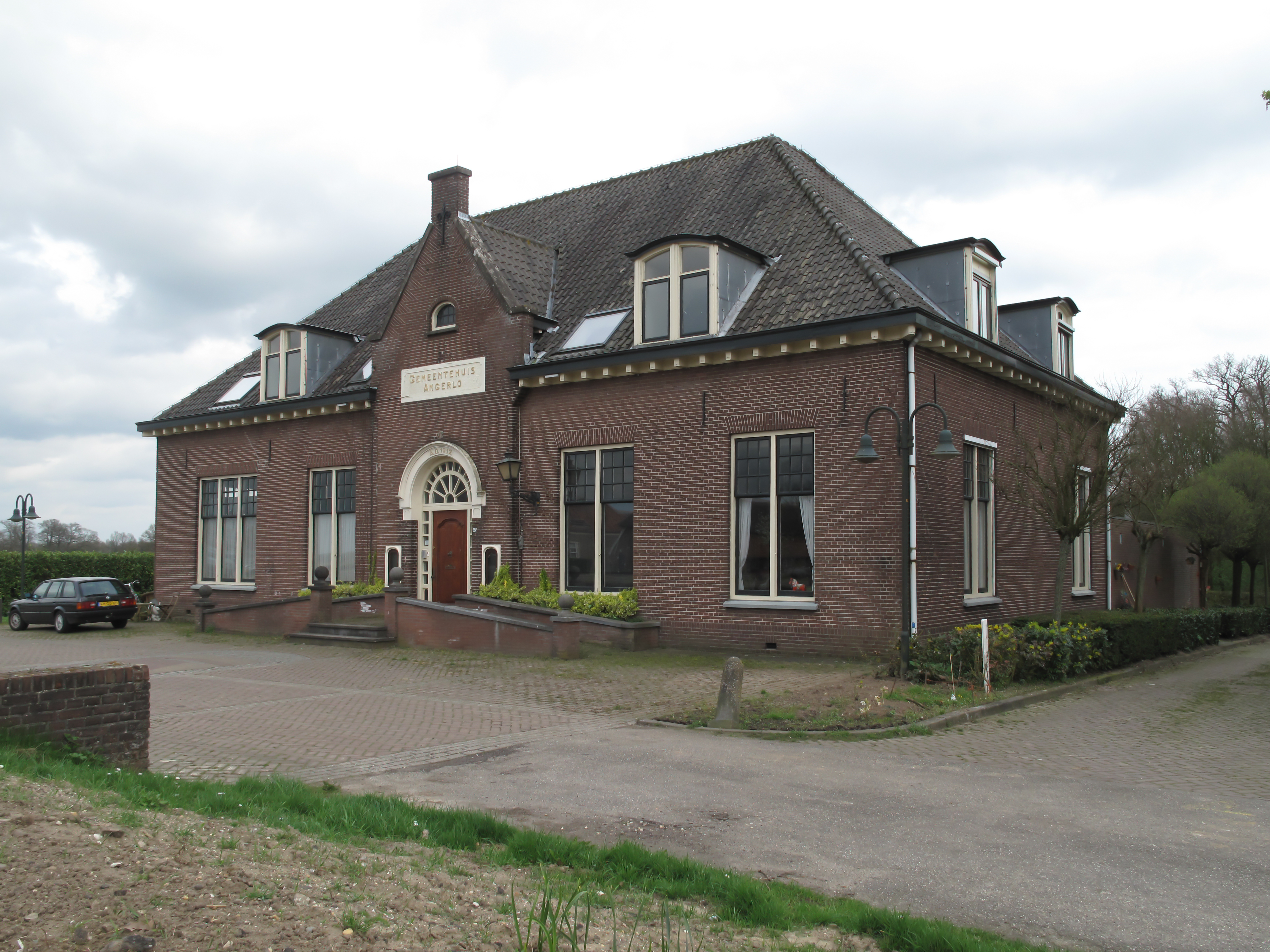
Angerlo, früheres Rathaus
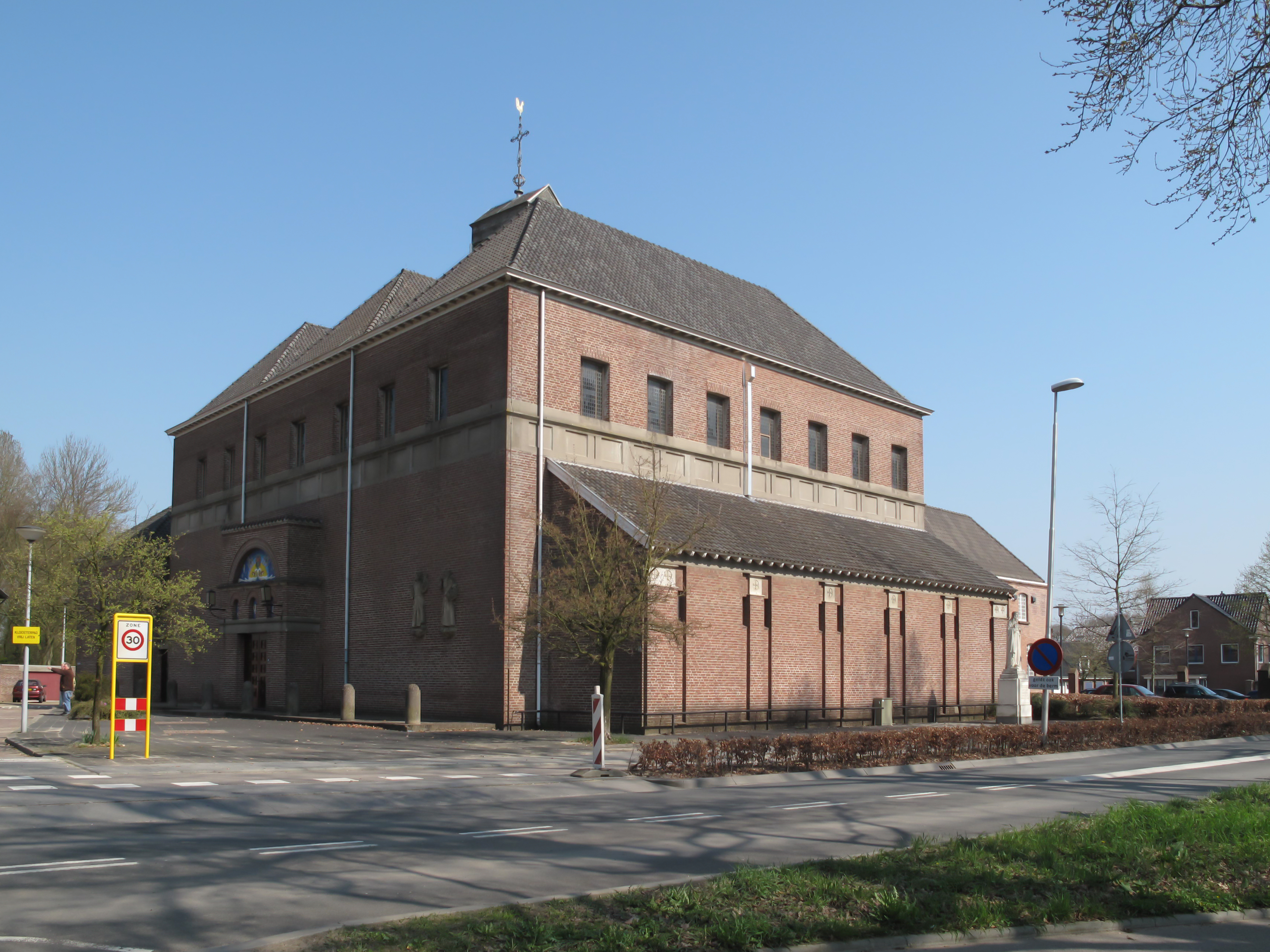
Babberich, Kirche
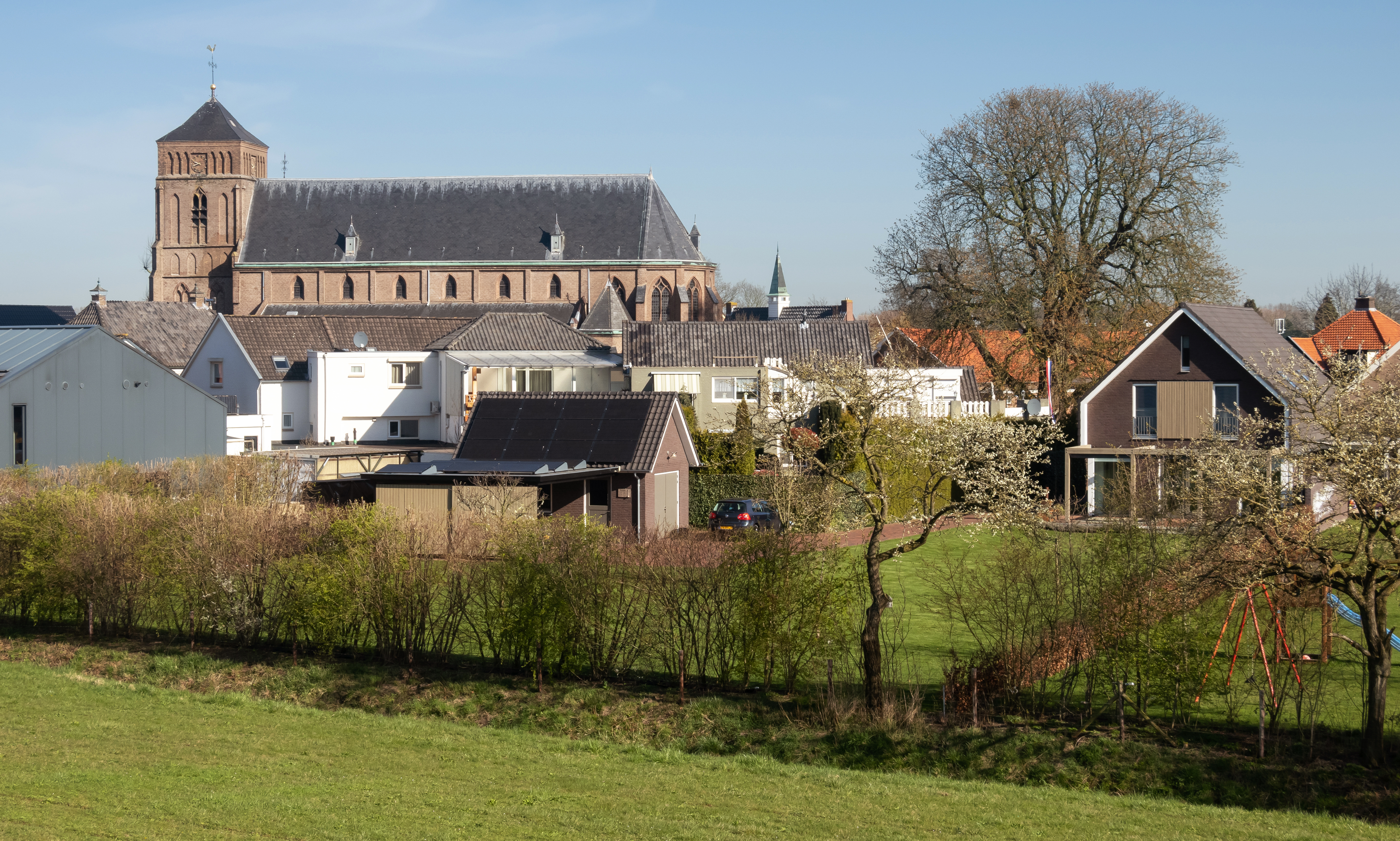
Pannerden, Kirche (die Martinuskerk) im Dorf
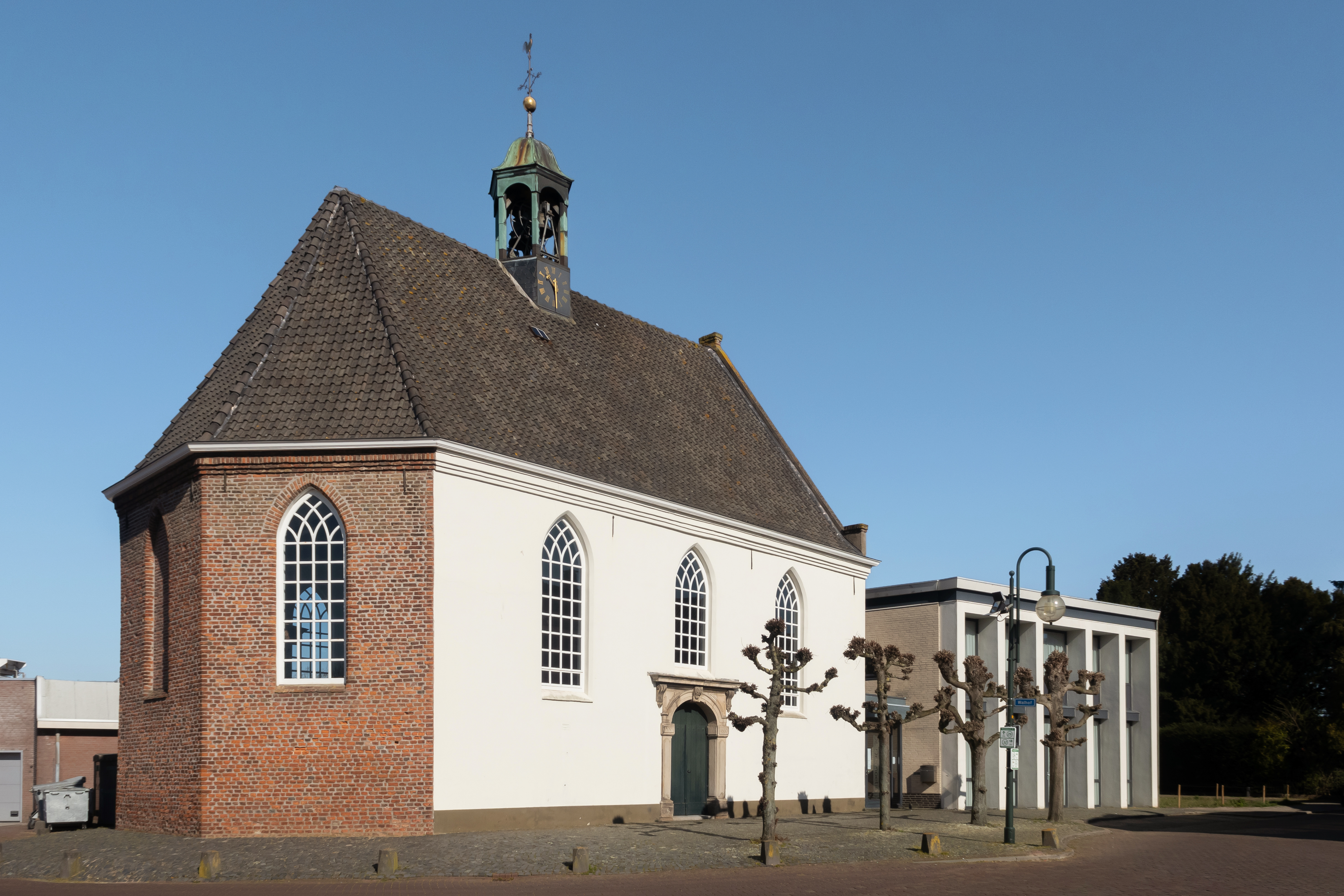
Lobith, reformierte Kirche

## Söhne und Töchter der Gemeinde
- Wilhelmina Brinkhoff (* 1952), Radrennfahrerin
- Erik Parlevliet (1964–2007), Hockeyspieler
- Danny Heister (* 1971), Tischtennisspieler und -trainer
- Klaas-Jan Huntelaar (* 1983), ehem. Fußballspieler bei FC Schalke 04, seit 2017 bei Ajax Amsterdam
- René Ursinus (* 1985), Sänger der Band Die Cappuccinos
- Michèl Ursinus (* 1988), Keyboarder und Sänger der Band Die Cappuccinos
- Wesley Koolhof (* 1989), Tennisspieler
- Erwin Mulder (* 1989), Torwart bei Feyenoord Rotterdam
- Jan Lammers (* 1995), Fußballspieler bei BV De Graafschap
- Victor Steeman (2000–2022), Motorradrennfahrer
- Yara Vlaswinkel (* 2005), Handballspielerin